# Color (canción)
«Color» es una canción grabada por la banda mexicana de indie rock Little Jesus. La canción fue escrita por el vocalista del grupo, Santiago Casillas y producida por él mismo. Se lanzó el 5 de diciembre de 2013 como el octavo track de su primer álbum de estudio Norte.

## Video musical
No se lanzó ningún vídeo musical oficial para «Color» pero sí un video lírico publicado el 12 de agosto de 2013 en la plataforma digital YouTube. Ha recibido más de 200, 000 mil vistas desde su publicación.

## Lista de canciones

### Descarga digital
| Color — Sencillo |         |          |  |
| N.º              | Título  | Duración |  |
| 1.               | «Color» | 4:18     |  |